# Dennis Byrd
Dennis Wayne Byrd (Pleasant Garden, 31 agosto 1946 – Charlotte, 22 luglio 2010) è stato un giocatore di football americano statunitense che ha giocato nel ruolo di defensive tackle per i Boston Patriots della American Football League (AFL). Al college giocò a football alla North Carolina State University.

## Carriera
Byrd fu scelto come sesto assoluto nel draft comune AFL/NFL 1968 dai Boston Patriots. Con essi disputò disputò l'unica stagione da professionista, scendendo in campo in tutte le 14 partite dell'annata.

## Palmarès
- College Football Hall of Fame

## Statistiche
| Partite totali | 14 |